# Tom Lenihan
Tom Lenihan (1908-1990) was een bekende Ierse folkzanger uit Milltown Malbay, County Clare, Ierland.

## Levensloop

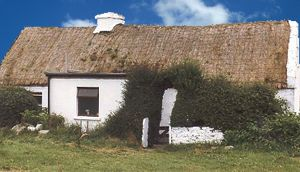
Het huis waar Tom Lenihan woonde in Knockbrack, Milltown Malbay

Tom en Margaret Lenihan (geboren Vaughan) woonden op een kleine boerderij in Knockbrack, enige kilometers buiten Milltown Malbay. Hij was boer van professie. Hij was een neef van zangeres Nonie Lynch.
Volgens de hoesteksten van de CD Around the Hills of Clare:
Tom had a very large repertoire and positive ideas about singing. He insisted that the story was most important aspect; the singer's involvement with the song was paramount. To him it was vital that the singer used speech patterns, made sense of the words, singing them as close as possible to the way one would speak; to fit the tune to the words, not to make the words fit the tune. One can appreciate why Tom had so many narrative songs in his repertoire; (...).

Tom had een zeer groot repertoire en positieve ideeën over zingen. Hij vond dat het verhaal het belangrijkste aspect was; betrokkenheid van de zanger bij het lied was van het grootste belang. Voor hem was het van vitaal belang dat de zanger gebruikmaakte van spraakpatronen, betekenis gaf aan de woorden en deze zoveel mogelijk zong als je ze zou uitspreken; de melodie aanpassen aan de woorden, niet de woorden aanpassen om in de melodie te passen. Men kan begrijpen waarom Tom zo veel verhalende liedjes in zijn repertoire had, (...).

## Opnamen

### Soloalbums
- Paddy's Panacea, 1978, Topic Records[1]
- The Mount Callan Garland: songs from the repertoire of Tom Lenihan of Knockbrack, Miltown Malbay, county Clare. 1994. Collected and edited by Tom Munnelly with music transcriptions by Marian Deasy. Double cassette, accompanied by a book.[2][3][4]

### Verzamelalbums
- Irish Voices, 1997, Topic[4]
- Hurry The Jug, 1996, Globestyle[4]
- Come All My Lads that Follow The Plough (Voice of the People Vol 5), 1998, Topic[4]
- They Ordered Their Pints of Beer and Sherry, 1998, Topic (één lied))[4]
- As Me and My Love Sat Courting: Songs of Love (Voice of the People Vol 15), 1998, Topic (één lied)[4]
- Around the Hills of Clare[5]

### Ongepubliceerd
- Opnamen gemaakt door Tom Munnelly over folklore voor de afdeling Ierse folklore van de Nationale Universiteit van Ierland.[1]